# 青木バス
青木バス株式会社（あおきバス、Aoki bus Inc. ）は、三重県で貸切バス、乗合バスを運行するバス会社。三重県松阪市大石町に本社をおく。旅行会社として募集型企画旅行の企画・販売も取り扱う。

## 概要
募集型企画旅行として、三重県内各地・愛知県名古屋市と神奈川県横浜市・東京都を結ぶ都市間夜行ツアーバスを運行していた。現在は、乗合バスとして、都市間高速夜行バスを運行している。貸切バスも運行し、同社のバスを使った企画旅行を実施する。その他にもコミュニティバス、飯高波瀬森コミュニティバスたかみを松阪市から受託して運行していた。
2016年（平成28年）にインバウンド需要増加の為、名古屋営業所を設立。

## 沿革
- 2003年（平成15年）10月16日 - 青木観光有限会社として設立。
- 2007年（平成19年） - 株式会社として青木バス株式会社に社名変更。
- 2013年（平成25年）8月1日 - 路線バス運行開始。
- 2016年（平成28年）2月10日 - 名古屋営業所設立。

## 現行路線

### 高速バス（夜行）
あおぞらライナーの愛称で運行している。
- AB1001 / AB1002便
  - 青木バス車庫・VISON・宇治山田駅・松阪駅・津市役所前・四日市（ユーユーカイカン）・栄・名古屋駅 - 横浜YCAT・羽田エアポートガーデンバスターミナル・東京駅八重洲口（鍛冶橋駐車場）・大宮駅西口
  - 3列シート車で運行。

- AB1007 / AB1008便
  - 青木バス車庫・VISON・宇治山田駅・松阪駅・津市役所前・四日市（ユーユーカイカン）・栄・名古屋駅 - 仙台駅東口・名取駅
  - 3列シート車で運行。

- AB1009 / AB1010便
  - VISON・宇治山田駅・松阪駅・津市役所前・四日市（ユーユーカイカン）・太田川駅・名古屋ミッドランドスクエア・名古屋駅 - 富山駅北口・高岡駅南口・金沢駅西口
  - 3列シート車で運行。

- AB1021 / AB1022便
  - 青木バス車庫・VISON・宇治山田駅・松阪駅・津市役所前・四日市（ユーユーカイカン）・太田川駅・栄・名古屋駅 - 道の駅富士川・竜王駅・甲府駅北口・石和温泉駅・河口湖町役場前・山中湖
  - 4列シート車で運行。

## 過去路線

### コミュニティーバス
- 飯高波瀬森コミュニティバスたかみ （松阪市） - 現在は森タクシーが運行。

### 高速バス（昼行）
- 中部国際空港 - 亀山あんぜん文化村・松阪市民文化会館前・近鉄松阪駅・近鉄宇治山田駅 -2013年（平成25年）8月1日運行開始、2014年（平成26年）3月30日限りで廃止。

## 車両
三菱ふそう製のバスを多く保有するが、日野自動車製、現代自動車製のものもある。イメージカラーの青色で塗装されている車両が多い、車体両側面には、「Aoki Bus」の文字が入っている。
2024年（令和6年）7月時点で、本社営業所と名古屋営業所あわせて大型バス21台、中型バス2台、マイクロバス3台、ハイエース1台の計27台の車両を保有している。